# Aïn Kada
Pour les articles homonymes, voir Kada (homonymie).
Aïn Kada est une commune de la wilaya de Sidi Bel Abbès en Algérie.

## Géographie

### Situation
|                     | Sehala Thaoura    |             |
| Sidi Daho des Zairs | Aïn Kada          | Sidi Yacoub |
|                     | Sidi Ali Boussidi |             |